# تاتیانا ویلهلمووا
تاتیانا ویلهلمووا (چکی: Tatiana Vilhelmová؛ زادهٔ ۱۳ ژوئیهٔ ۱۹۷۸) بازیگر اهل جمهوری چک است.
از فیلم‌ها یا مجموعه‌های تلویزیونی که وی در آن‌ها نقش داشته است، می‌توان به عملیات سیلور ای، لیگ محلی، تومان و  چیزی شبیه خوشبختی اشاره نمود.